# Värnpliktsverket

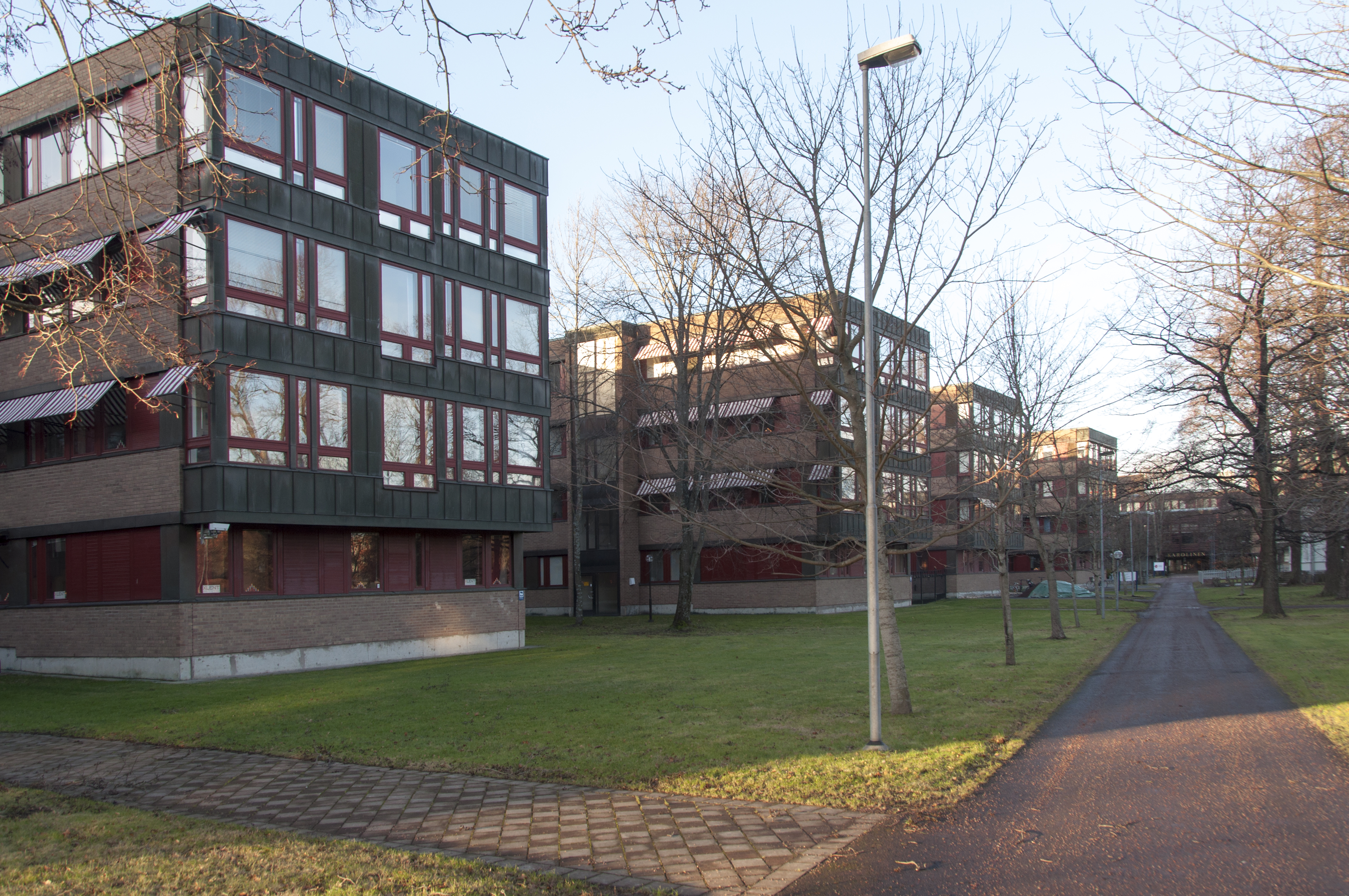
Karolinen i Karlstad

Värnpliktsverket (VPV) bildades den 1 juli 1968 och var fram till 1995 central förvaltningsmyndighet under Försvarsdepartementet, med ansvar för mönstring, inskrivning av rekryter och personalredovisning inom Försvarsmakten. Verket hade sitt huvudkontor i förvaltningsbyggnaden Karolinen i Karlstad och med ett värnpliktskontor vardera i Kristianstad, Göteborg, Solna, Karlstad, Östersund och Boden. Verkets uppgifter har sedan 1995 övertagits av Pliktverket, från 2011 Rekryteringsmyndigheten (fullständigt namn: Totalförsvarets Rekryteringsmyndighet, TRM).

## Historik
Den 1 juli 1968 bildades Värnpliktsverket som då övertog Centrala värnpliktsbyråns uppgifter. Värnpliktsverket kom att svara för inskrivning av personal enligt värnpliktslagen och därmed sammanhängande prövning och bedömning av inskrivningsskyldiga.
År 1969 bildades tre värnpliktskontor, norra, östra och södra. Dessa tre kontor ersatte landets indelning i inskrivningsområden. Varje värnpliktskontor var indelat i två inskrivningscentraler, där själva mönstring av värnpliktiga gjordes. Södra värnpliktskontoret var indelat i Södra och Västra inskrivningscentralen. Östra värnpliktskontoret var indelat i Bergslagens och Östra inskrivningscentralen. Norra värnpliktskontoret var indelat i Nedre Norrlands och Övre Norrlands inskrivningscentral. Från den 1 juli 1976 reviderades organisationen, och istället kom den att omfatta sex regionala värnpliktskontor, vilka hade samma geografiska gränser som militärområdena. Verkets huvudkontor lokaliserades till Karlstad. Under åren 1981 och 1991 fanns ett värnpliktskontor för Marinen. Detta sammanslogs år 1991 med Östra värnpliktskontoret och bildade Mellersta värnpliktskontoret. Den 30 juni 1995 avvecklades Värnpliktsverket och ersattes från den 1 juli 1995 av Totalförsvarets pliktverk. Värnpliktskontoren blev vid samma tidpunkt regionkontor tillhörande Pliktverket.

## Värnpliktskontor

### Bergslagens värnpliktskontor
Bergslagens värnpliktskontor mönstrade personer boende inom Värmlands län, Örebro län och Kopparbergs län vilket motsvarade Bergslagens militärområde. Även personer boende i Västmanlands län mönstrade här, dock tillhörde de Östra militärområdet. 
Bergslagens värnpliktskontor var samlokaliserade med verkets huvudkontor i förvaltningsbyggnaden Karolinen. Bergslagens värnpliktskontor bemannades av tre olika personalkategorier, militär i form av officerare ledd av en överste, värnpliktiga soldater (depåkompaniet från Värmlands regemente (I 2) samt civil personal.

### Värnpliktskontoret för Marinen
Värnpliktskontoret för Marinen bildades år 1981, och mönstrade värnpliktiga för Marinens räkning. Kontoret var samlokaliserat med Östra värnpliktskontoret i Solna. I samband med Försvarsutredning 1988 föreslogs kontoret att omlokaliseras till Berga örlogsbas. Kontoret kvarstod i Solna, och den 1 juli 1991 sammanfördes Värnpliktskontoret för Marinen med Östra värnpliktskontoret och bildade Mellersta värnpliktskontoret.

### Mellersta värnpliktskontoret
Mellersta värnpliktskontoret bildades den 1 juli 1991 genom en sammanslagning av Östra värnpliktskontoret och Värnpliktskontoret för Marinen. Mellersta värnpliktskontoret avvecklades den 30 juni 1995. Inför försvarsbeslutet 1992 föreslogs kontoret att omlokaliseras till den nedlagda Tullingebasen söder om Stockholm. Någon förläggning till Tullinge blev det aldrig, utan istället omlokaliserades kontoret den 1 juli 1994 från Bagartorp i Solna till Näsby slott i Täby.

### Nedre Norrlands värnpliktskontor
Nedre Norrlands värnpliktskontor mönstrade personer boende inom Jämtlands län, Västernorrlands län och under åren 1982 och 1993 även Gävleborgs län, vilket motsvarade Nedre Norrlands militärområde. Nedre Norrlands värnpliktskontor var lokaliserat inom Östersunds garnison.

### Södra värnpliktskontoret
Södra värnpliktskontoret mönstrade personer boende inom Blekinge län, Kalmar län, Kristianstads län, Kronobergs län, Jönköpings län och Malmöhus län, vilket motsvarade Södra militärområdet. Södra värnpliktskontoret var lokaliserat vid Östra Kasern i Kristianstads garnison.

### Västra värnpliktskontoret
Västra värnpliktskontoret mönstrade personer boende inom Hallands län, Göteborgs och Bohus län, Älvsborgs län, Skaraborgs län och delar av Östergötlands län  vilket motsvarade Västra militärområdet. Verksamheten startade 1964 genom det som då hette Centrala Värnpliktsbyrån. Västra Värnplikskontoret var från år 1969 lokaliserade till Säve flygbas, där man övertog delar av förläggningen från det avvecklade Göta flygflottilj (F 9). År 1988 omlokaliserades kontoret till Käringberget i Göteborg.

### Östra värnpliktskontoret
Östra värnpliktskontoret mönstrade personer boende inom Uppsala län, Stockholms län, Södermanlands län, Östergötlands län och Gotlands län, vilket motsvarade nästan hela Östra militärområdet. Verksamheten startade 1964 genom det som då hette Centrala värnpliktsbyrån, och från 1969 som Östra värnpliktskontoret, och pågick i närmare 30 år innan verksamheten flyttades. Som mest mönstrade cirka 15000 värnpliktiga på ett år. Östra värnpliktskontoret var beläget vid Järva skjutbaneväg mellan områdena Bagartorp och Ursvik intill Europaväg 18 i södra Järvafältet.
Området har en militär historik som började långt innan mönstrings- och inskrivningsverksamheten. Historiken inleds redan 1911 då ett större område blir Västerjärva övningsområde och då även Järva skjutfält anlades. På 1940-talet förlades Första intendenturkompaniet (Int 1)  samt att arméns intendenturförråd i Stockholm AIS byggdes på platsen som så småningom tas över/delas med Infanteriets kadettskola INF-KAS och därefter Östra värnpliktskontoret. Cirka 30-40 byggnader byggdes för Försvarsmaktens räkning i området. Idag finns där bostadsområdet Järvastaden där vissa av de gamla militära byggnaderna finns kvar, bland annat kanslihuset. 
Östra värnpliktskontoret bemannades av tre olika personalkategorier, militär i form av officerare ledd av en överste, värnpliktiga soldater (21:a kompaniet från Svea livgarde (I 1) samt de första åren datakunniga värnpliktiga från Svea ingenjörregemente (Ing 1)) samt civil personal. Den civila personalen bestod av administrativ personal, underhållspersonal samt sjukvårdspersonal. Sjukvårdspersonalen var anställd för att genomföra och utvärdera de fysiska testerna vid mönstringen. Den 1 juli 1991 sammanfördes Östra värnpliktskontoret med Värnpliktskontoret för Marinen och bildade Mellersta värnpliktskontoret.

### Övre Norrlands värnpliktskontor
Övre Norrlands värnpliktskontor mönstrade personer boende inom Norrbottens län och Västerbottens län, vilket motsvarade Övre Norrlands militärområde. Övre Norrlands värnpliktskontor var lokaliserat inom Bodens garnison, men var endast bemannat 2-3 månader per år, för att genomföra inskrivningsprövningarna, då personalen var anställd vid och utgick från Nedre Norrlands värnpliktskontor i Östersund.